# Maniola jurtina
A Maniola jurtina é uma espécie de inseto da ordem dos lepidópteros, mais especificamente de borboletas conhecidas por borboleta-loba, pertencentes à família Nymphalidae. Trata-se de uma espécie presente em toda a Europa, inclusive no território português.
A borboleta-loba foi estudada e descrita oficialmente em 1758 pelo zoólogo sueco Linnaeus.

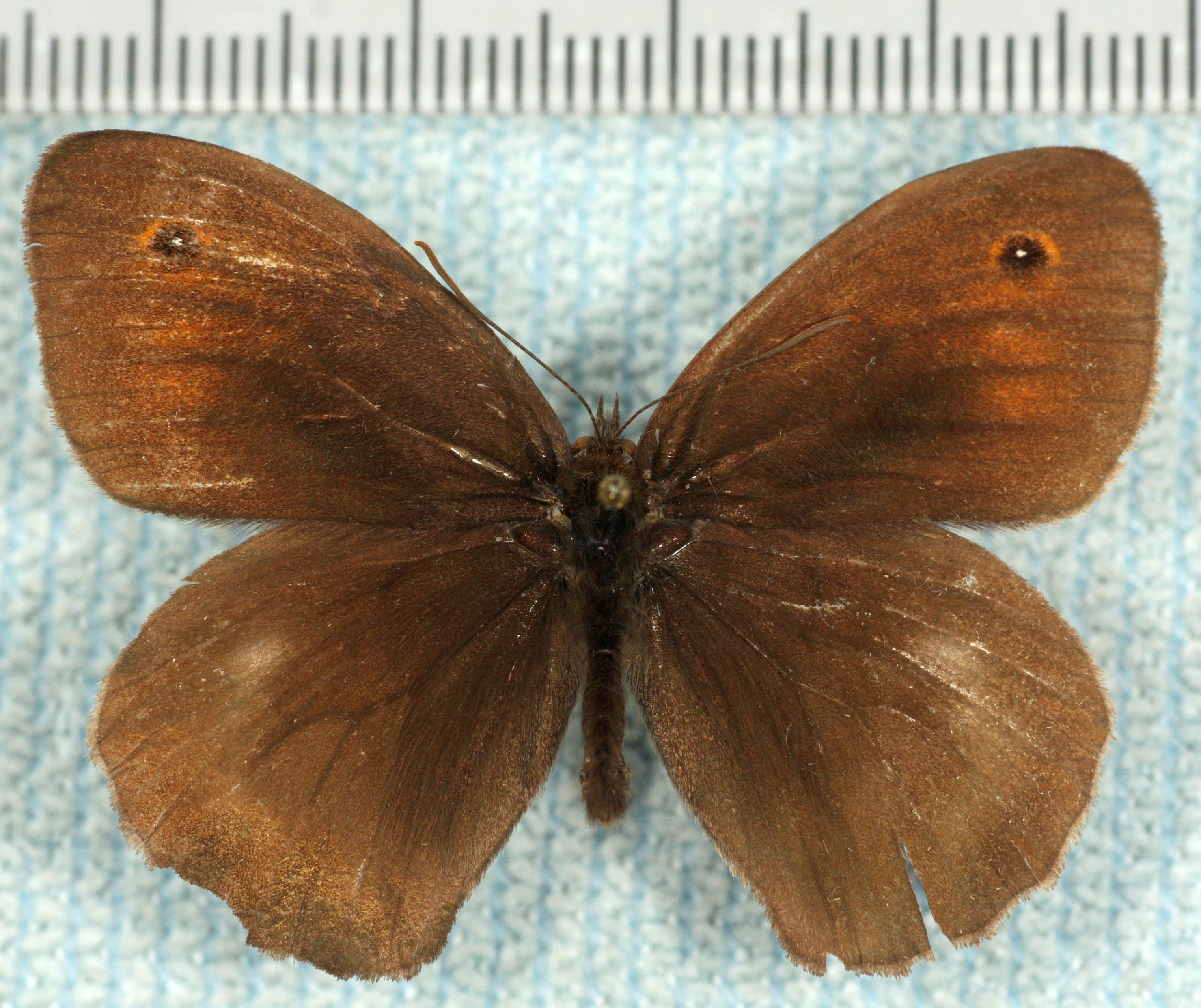
♂
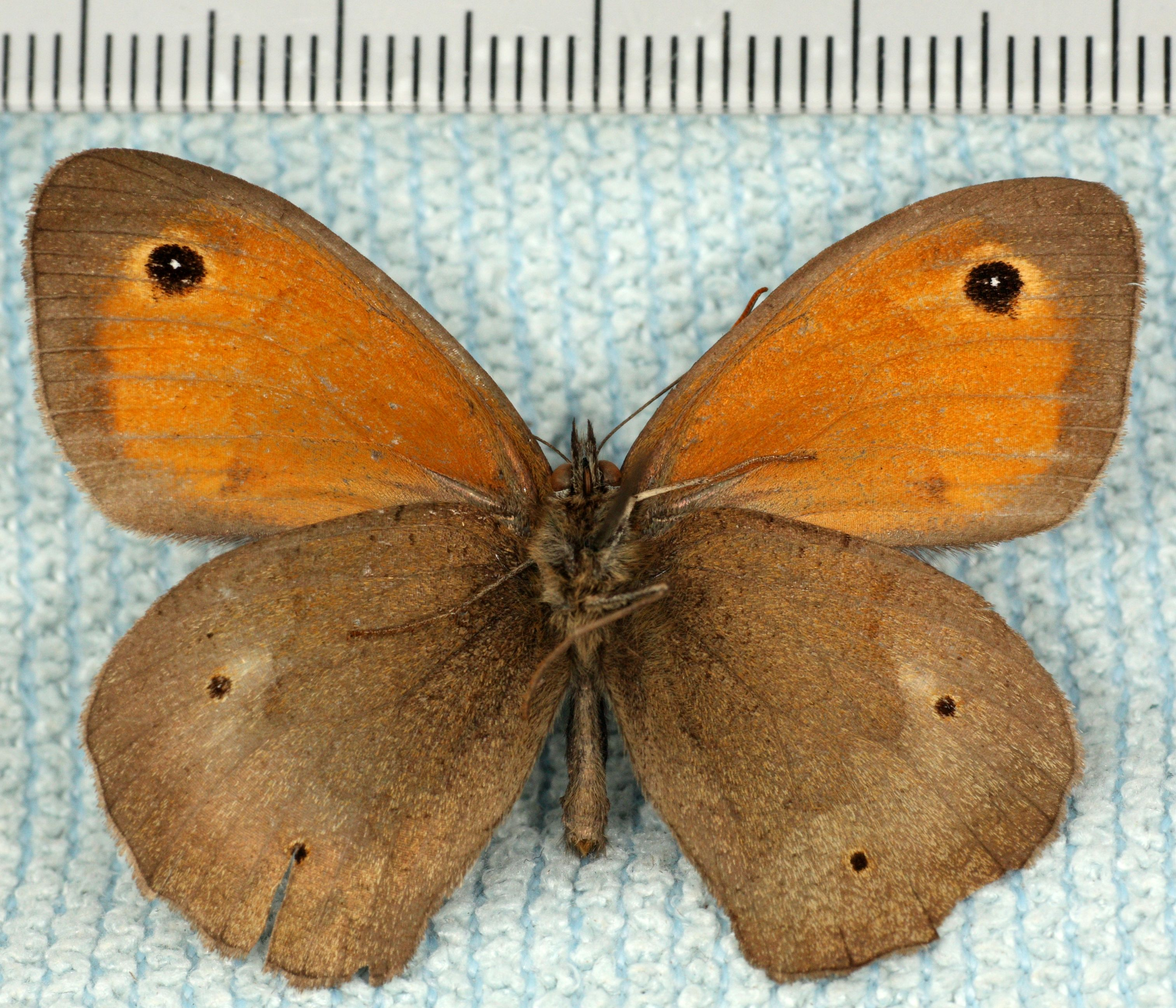
△ ♂
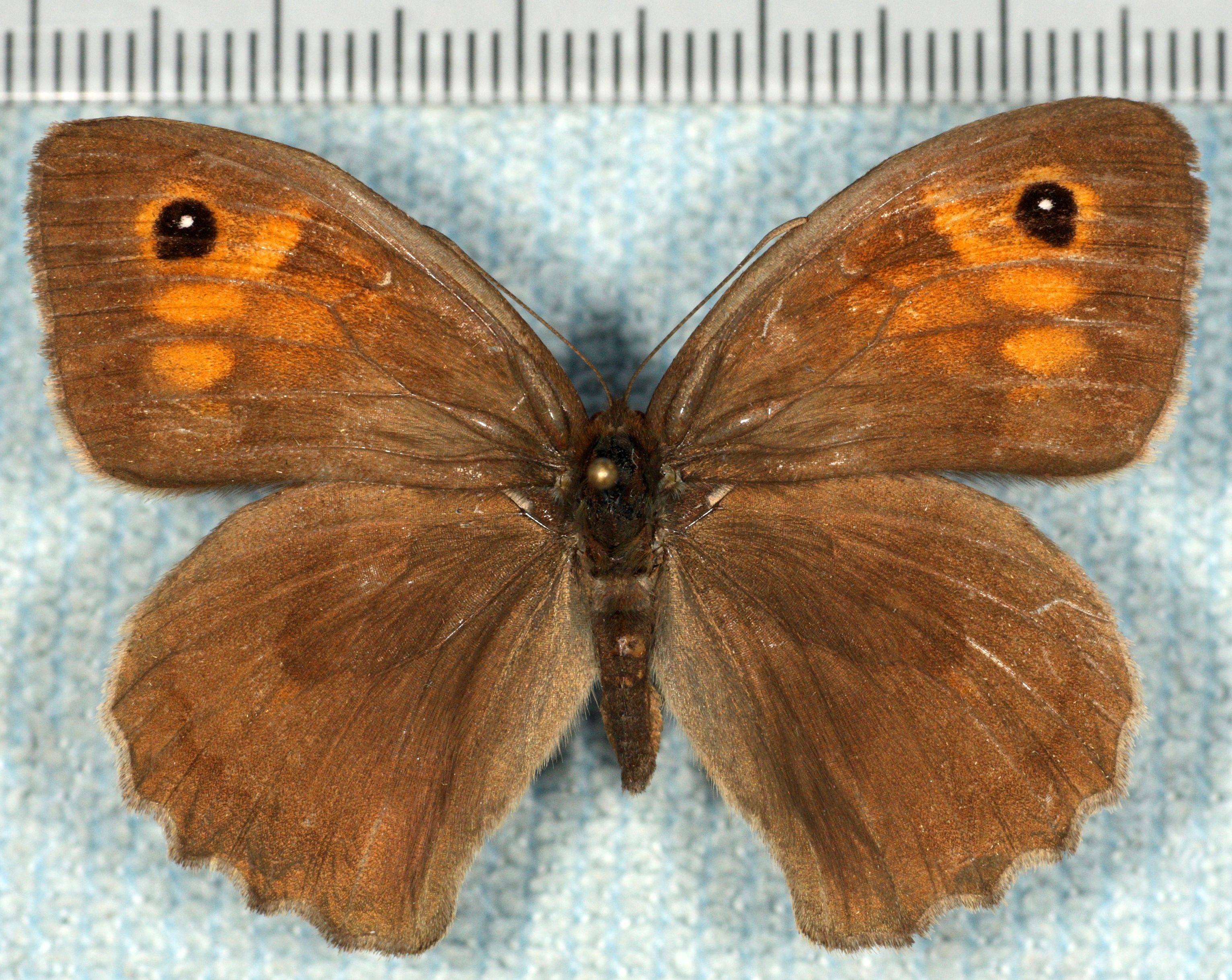
♀
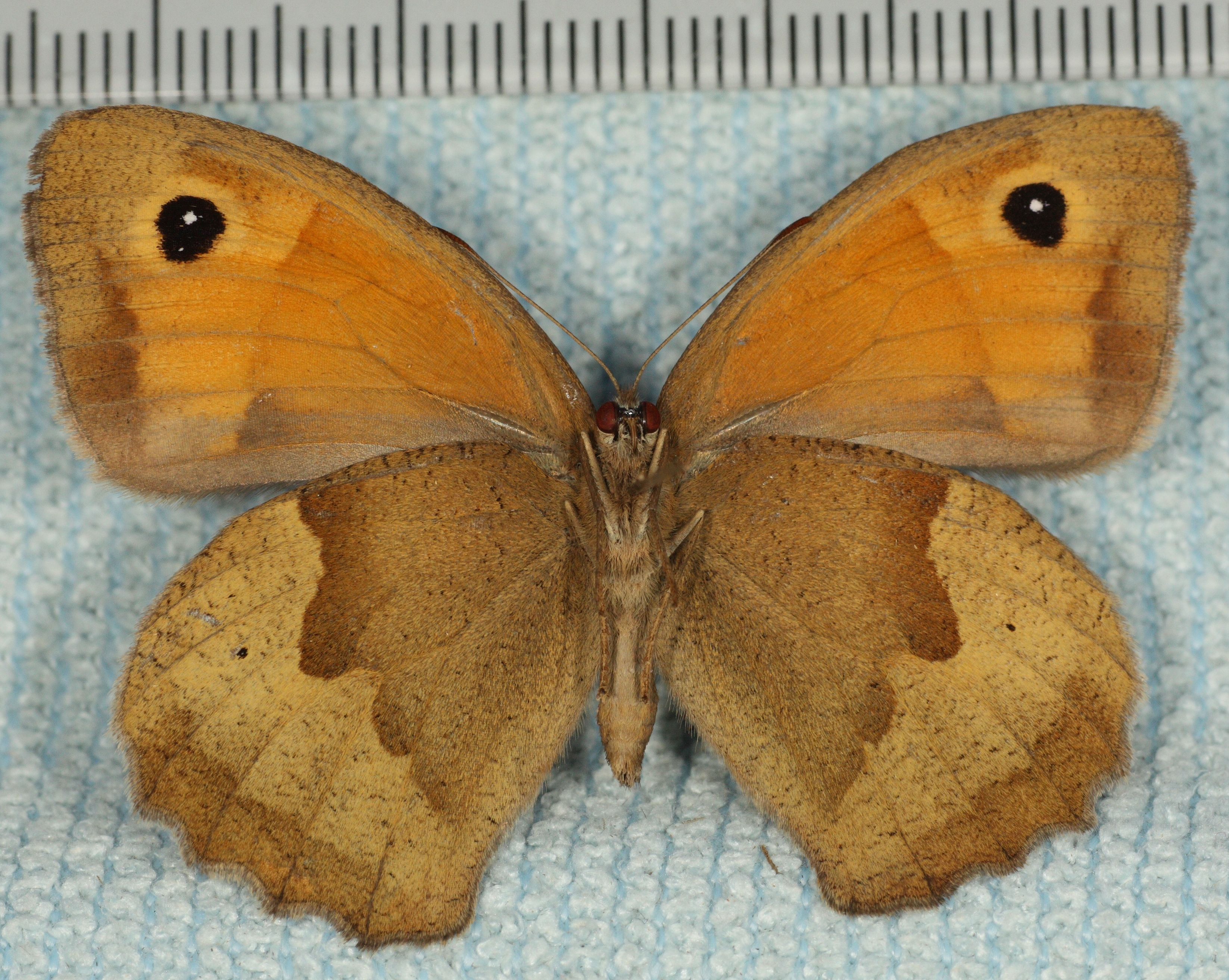
△ ♀